# Phymatolithon masonianum
Phymatolithon masonianum Wilks & Woelkerling, 1994  é o nome botânico  de uma espécie de algas vermelhas  pluricelulares do gênero Phymatolithon, subfamília Melobesioideae.
- São algas marinhas encontradas na Austrália.

## Sinonímia
- Não apresenta sinônimos.